# 安平姓
安平，是中國历史上的罕见姓氏。
战国时期，齐国的田单抵抗燕国有功，封爵为安平君，后代以安平为姓。现代无此姓。